# فالتر فارليمونت
فالتر فارليمونت (بالألمانية: Walter Warlimont)‏ ضابط ألماني (3 أكتوبر 1894 - 9 أكتوبر 1976) كان جزء من القيادة العليا للقوات المسلحة.
قبل بداية الحرب العالمية الأولى كان وارليمونت ملازم ثاني في فوج المدفعية في ألساس، خلال الحرب العالمية الأولى خدم كضابط مدفعية وامر سرية مدفعية في فرنسا وإيطاليا.

## بين الحربين
خدم في مهمات كثيرة، في عام 1922 خدم في فوج المدفعية السادس، عام 1926 كان المساعد الثاني لرئيس هيئة الأركان، وعام 1929 سافر إلى الولايات المتحدة الأمريكية.
بين 1930 و1933 أصبح لواء هيئة قطاع التعبئة الصناعية في وزراة الدفاع، ثم رئيساً لها بين 1933 و1936, خلال الحرب الأهلية الأسبانية أصبح مفوض مندوب لدى حكومة فرانكو وساندتها ضد حكومة إسبانيا الشرعية.
في 1937 أصبح أمر فوج المدفعية 34 ثم رقي إلى كولونيل وأصبح أمر فوج المدفعية ال26.

## الحرب العالمية الثانية
بين سبتمبر 1939 وسبتمبر 1944 أصبح ضابط هيئة العمليات لصالح الجنرال كايتل بالتصويت، وقد ساعد في تطوير خطط غزو بولندا عام 1939, عام 1940 تمت ترقيته لجنرال عميد وقد ساهم في تطوير خطط غزو فرنسا، وكذلك في توير غزو روسيا عام 1941, وقد تمت ترقيته أيضاً عام 1942.
في عام 1943 سافر إلى تونس للتشاور مع رومل حول تخلي المحور عن شمال أفريقيا.
عام 1944 رُفي كلواء مدفعية، وكان يعطي تقارير يومية لهتلر حول حالة القوات المسلحة الألمانية.
أثناء غزو النورماندي اتصل وارليمونت بجودل حول القيام بهجوم من قبل الدبابات الألمانية على الحلفاء، رد جودل بأنه لا يمكن اتخاذ هذا القرار حتى يستيقظ هتلر ويصدر القرار ولكن الاوان كان قد فات على رد غزو الحلفاء، بعث هتلر وارليمونت لفحص الدفاعات في إيطاليا.
في 20 يوليو اُصيب وارليمونت في محاولة اغتيال هتلر الفاشلة، وقد قام بالسفر بعد يومين إلى فرنسا لمناقشة الوضع الميداني المتدهور في النورماندي مع رومل (و الذي كان قد تعرض لاصابة من قصف طائرة) ومساعده البحري نائب ادميرال فريدريخ روج.
في 1 لاوغطس أرسل هتلر وارليمونت إلى باريس لدراسة الوضع العسكري الألماني، قد ظن هتلر أن وارليمونت ربما يكون متورط في مؤامرة اغتياله، التقى وارليمونت غوثنر بلومنتريت ونصحه بقرار هتلر بمعاودة الهجوم على الحلفاء، حث الجنرال هينريخ ايبرباخ بالهجوم على جيب فاليس، بالرغم من أن الجنرالات أبلغوه باعتقادهم بفشل الهجوم، أبرق وارليمونت لهتلر بأن الجنرالات واثقيين من النجاح.
بدأ وارليمونت يعتقد بسقوط ألمانيا ولكنه استمر في عمله.

## ما بعد الحرب
في عام 1948 حُكم كسجين حرب، وقد حُكم عليه بالسجن مدى الحياة وبعد ذلك تم تخفيف العقوبة ل 15 سنة وأطلق سراحه في 1957, والف كتاباً بعنوان «داخل القيادة العليا لهتلر» وفي لقاء لحلقتين في برنامج (العالم بالحرب).

## روابط خارجية
- فالتر فارليمونت على موقع IMDb (الإنجليزية)
- فالتر فارليمونت على موقع مونزينجر (الألمانية)